# Zertretener mann blues
zertretener mann blues ist ein Gedicht des österreichischen Lyrikers Ernst Jandl. Das Gedicht entstand im Jahr 1962 und erschien erstmals 1974 in Jandls Textsammlung für alle im Luchterhand Literaturverlag. Mit den Stilmitteln des Blues erzählt Jandl von einem Menschen, der zu Tode geprügelt wird, nachdem er einen Gruß verweigert hat. Elemente der Handlung verweisen auf die Zeit des Nationalsozialismus.

## Inhalt und Form
Ernst Jandl

zertretener mann blues

Link zu einer Lesung des Gedichts

(Bitte Urheberrechte beachten)
Peter Wapnewski fasst den Inhalt des Gedichts zusammen: „Ein Geschlagener erzählt sein Ende“ in der Ich-Form und in „scheinbar kunstlosen, scheinbar improvisierten Aussagen zur Person.“ Erst stehe er, werde geschlagen, falle, krieche, werde getreten, bis er nicht mehr krieche und falle am Ende in sein Grab. Seine Bewegungen bilden eine abwärts führende Steigerungskurve vom Stehen, Kriechen, Liegen bis zum Sturz. Die verwendeten Bilder vom verweigerten Hitlergruß, dem „braunen Mann“ in Stiefeln und Braunhemd der Sturmabteilung bis zum „Knochensack“ im Massengrab wecken laut Karl Thönnissen unmittelbar Assoziationen zum Dritten Reich und dem nationalsozialistischen Terror.
Die Form beschreibt Wapnewski als „einfach und von einer hämmernden oder auch tretenden Monotonie“. Die fünfzehn Zeilen sind in fünf Strophen geordnet, wobei alle Zeilen einer Strophe jeweils auf dem gleichen Reim enden. Das auffälligste Gestaltungsmerkmal ist eine an die Blues-Form erinnernde Wiederholung der ersten in der zweiten Zeile, zwischen die jeweils ein Bindeglied geschoben wird, das Wapnewski als „Regieanweisung und Appell“ bezeichnet. So lautet etwa die erste Strophe:
„ich kann die hand nicht heben hoch zum gruss. schau her: 

ich kann die hand nicht heben hoch zum gruss. 

     wo ich doch weiss, wie schlimm das enden muss.“
Die gegenüber dem gewöhnlichen Sprachgebrauch umgeformte Syntax der ersten Zeile gibt das Versmaß der übrigen syntaktisch unauffälligen Zeilen vor, die jeweils aus zehn Silben mit fünf Versfüßen bestehen und im alternierenden Rhythmus des Jambus stehen. Eine Ausnahme bilden die gegen das Gedicht gesetzten Einschübe. Für kleine Unregelmäßigkeiten in der Ordnung sorgen die wandernden Zäsuren durch Kommata in den Abschlusszeilen der Strophen sowie das Enjambement in Zeile acht. Auch der Stropheninhalt nimmt die alternierende Bewegung auf. In den Strophenanfängen wechseln Opfer und Täter als Akteure, während die Schlusszeilen jeweils dem Opfer gehören. Dabei bilden die Aktionen des Täters in den geraden Strophen eine Antwort auf diejenigen des Opfers in den vorangegangenen Strophen, dessen Reaktion in den Schlusszeilen hebt den vorherigen Vorsatz auf: „diesmal heb ich die Hand“, „und ich bettel auch“.
Eine Einheit zwischen Inhalt und Form – „atemlos und wie schluchzend Worte und Sätze wiederholend“ – nimmt Wapnewski wahr, während es für Thönnissen ganz im Gegenteil mit fortschreitender Zerstörung des lyrischens Ichs zu einer sprachlichen Distanzierung und Stilisierung kommt, von den einfachen Ausdrücken der ersten Strophe zum expressionistischen „zerdroschenen Gesicht“ sowie den Wendungen „ein stiefelriese tanzt auf meinem Bauch“, „ich fresse feuer“ und „knochensack“. In der letzten Strophe komme es zu einem Perspektivwechsel vom unmittelbaren Präsens zum Blick in die Zukunft, sowie von der Ansprache des Zeugen zum „ho ruck“ des Täters, der sich des entmenschlichten Toten entledigt.

## Interpretation

### Jandls Blues

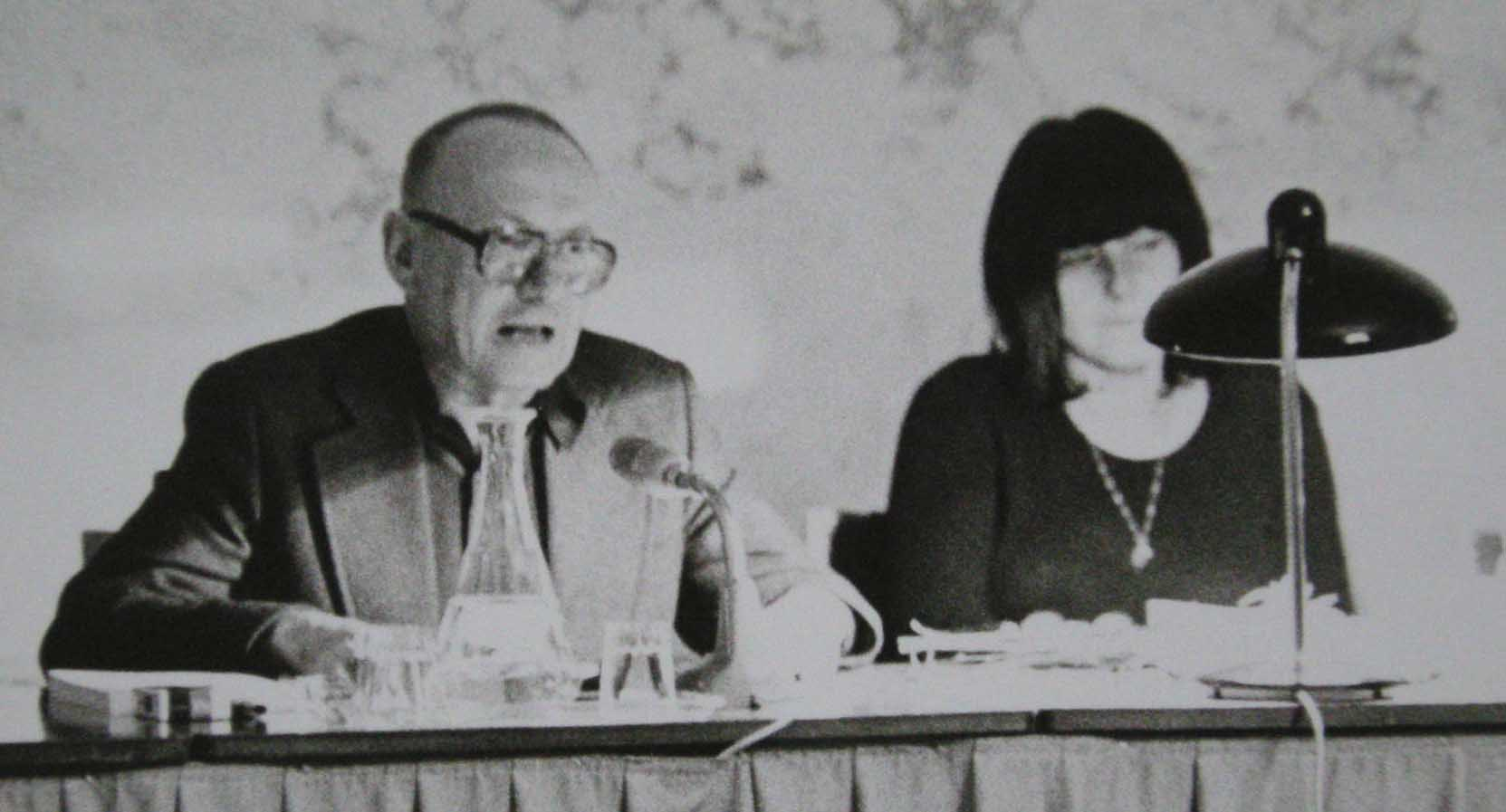
Ernst Jandl und Friederike Mayröcker anlässlich einer Lesung, Wien 1974

Bereits die Überschrift zertretener mann blues gibt laut Peter Wapnewski das Programm des Gedichts vor: „Der Blues ist das Lied des zertretenen Mannes. Und so singt er“. Er findet in dem Gedicht zahlreiche Elemente des Blues wieder, „jenes Gesangs der Mühseligen und Beladenen“: die Ich-Form mit einer Personen-Aussage, die Improvisation in der Erzählung, die Zweiteiligkeit und den Anruf mit seiner Wiederholung. Auch der Musikwissenschaftler Jürgen Schwab erkennt im Gedicht eine Blues-Form: „Aussage, Wiederholung, eine Antwort – also so eine AAB-Form“. Der Jazzmusiker Dieter Glawischnig bestätigt: „Das ist eine richtige Blues-Form: Stollen, Stollen, Abgesang.“
Karl Thönnissen vermisst hingegen das typische „Blues-Feeling“. Er zählt verschiedene Stilelemente der Musikgattung auf, die im Gedicht keine Entsprechung finden. So besitze der Blues nicht die Ordnung und Einheitlichkeit des Metrums des Gedichts, die Erzählung sei nicht episch, sondern basiere auf unmittelbarem Erleben, und auch das Stilelement der Wiederholung entspringe einer inneren Notwendigkeit, die in Jandls Gedicht fehle. Der österreichische Lyriker habe vielmehr aus der spielerischen Beschäftigung mit sprachlichen Formen heraus einen nicht auf der amerikanischen Tradition basierenden „deutschsprachigen Blues“ geschaffen, der ein spezifisch „Jandlscher Blues“ wurde.

### Totenlied und Didaktik
Für Peter Wapnewski ist zertretener mann blues „Litanei, Sterbelied und Todesklage“, die noch aus dem Grab heraus den Henkern und Schlächtern gesungen werde. Die Haltung der ersten Strophe ist noch bestimmt durch Trotz und Aufbegehren, durch tapfere Verweigerung des verlangten Grußes, obwohl das „doch“ bereits um die Vergeblichkeit des Widerstandes weiß. Auch das „(je)doch“ in der zweiten Strophe kündet von Vergeblichkeit, nun von der Vergeblichkeit des späten Gehorsams. Noch in der dritten Strophe bewahrt der Geschlagene im „doch“ Reste seines Widerstands und bettelt nicht um Gande. Unter dem Todestanz der vierten Strophe bricht auch dieser Widerstand, und der zu Tode Getanzte bettelt, sei es um sein Leben oder seinen Tod. In der letzten Strophe ist das Ich zu einem bloßen „Knochensack“ deformiert, dem nicht einmal die Ruhestätte eines eigenen Grabes bleibt. Doch der Schrecken des Massengrabes wird zum letzten Trost. Wer im Leben nur noch Feinden gegenübersteht, findet wenigstens hier Schicksalsgenossen und Freunde. So gewinnt der Ausgelöschte am Ende einen Rest seines Ichs zurück.
Karl Thönnissen sperrt sich allerdings gegen ein „didaktisches Kalkül“, das für ihn hinter Jandls Gedicht steckt und „das sich wahrscheinlich zu Recht eine gewisse Wirksamkeit in einem politisch interessierten Deutschunterricht erhoffen könnte.“ Er sieht in den Bildern von „Knochensack“ und „Massengrab“ den Holocaust und die Ermordung von Millionen Juden instrumentalisiert. Der Handlungsablauf vom verweigerten Hitlergruß zum Massengrab erscheint ihm konstruiert, das Gedicht beziehe seine Wirkung vor allem aus den dramatisch aufgeladenen Bildern, die einer „Überrumpelung des Lesers“ Vorschub leisten.

## Veröffentlichungen und Vertonungen
Ernst Jandl veröffentlichte zertretener mann blues im Jahr 1974 in seiner Gedicht- und Prosasammlung für alle, die laut Beschreibung des Luchterhand Literaturverlags „die politisch engagiertesten Texte des Autors“ enthalte, wobei zertretener mann blues als „Konzentrat der sogenannten Endlösung“ bezeichnet wurde. Im Jahr 2005 nahm Marcel Reich-Ranicki das Gedicht in seinen Kanon der deutschen Literatur auf.
In einer gemeinsamen Performance trug Jandl das Gedicht mit dem Jazztrompeter Manfred Schoof vor, wobei er laut Ilse Schweinsberg-Reichart den Text „mit gewohnt knarzender Stimme, scharf artikulierend, die Wörter stakkatohaft absetzend“ las, während Schoof dazu einen Blues intonierte und Passagen wie das Kriechen des Geschlagenen mit Sequenzen von Programmmusik begleitete. Auch der Jazz-Musiker Christian Muthspiel vertonte zertretener mann blues als Teil seiner Soloperformance für und mit ernst.

## Ausgaben
- Ernst Jandl: für alle. Luchterhand, Darmstadt 1974, ISBN 3-472-86382-X, S. 86.